# Eberhard Schmidt (Generalsuperintendent)
Eberhard Schmidt (* 18. August 1711 in Arneburg; † 13. September 1762 in Eisenach) war ein deutscher evangelischer Geistlicher.

## Leben
Eberhard Schmidt studierte ab 1731 in Halle Theologie. 1735 wurde er in Weimar ordiniert zum Prediger in Ilmenau und Pastor in Stützerbach. Ein Jahr später wurde er Hofdiakon in Weimar, wo er 1739 auch als Assessor in das Konsistorium berufen wurde. 1742 wurde Schmidt Pastor an St. Nikolai in Eisenach. Ab 1761 war er Generalsuperintendent.